# Vallée des Vignes (Amiens)
Le quartier de la Vallée des Vignes est situé à l'extrême sud d'Amiens.

## Histoire
Le quartier doit son nom à la présence de vignes connues depuis le Moyen Age, les vignes ont disparu après la Révolution française. Il a été urbanisé à la fin du XXe siècle.

## Morphologie du quartier
Le quartier est limité au nord par la rue Alexandre Dumas, à l'est par la rue Saint-Fuscien et à l'ouest par la route de Paris. Au sud, il est prolongé par une zone commerciale et de bureaux. Un pôle de santé composé de trois cliniques privées est le marqueur principal du nord du quartier.
L'habitat est constitué presque exclusivement de pavillons individuels.

## Sociologie du quartier
Le quartier accueille principalement des habitants appartement aux catégories sociales favorisées.